# Elitserien i handboll för damer 1992/1993
Elitserien i handboll för damer 1992/1993 vanns av Irsta HF. Slutspelet vanns däremot av IK Sävehof, som slog Irsta i finalen. Därmed blev Sävehof svenska mästare, för första gången.

## Sluttabell
1. Irsta HF
2. IK Sävehof
3. Sävsjö HK
4. Skånela IF
5. Spårvägen HF
6. Skuru IK
7. Skara HF
8. Stockholmspolisens IF
9. Tyresö HF
10. RP IF

## Skytteligan
- Daiva Zinkeviciene, IK Sävehof - 27 matcher, 203 mål[2]